# Intaglio (Gemme)

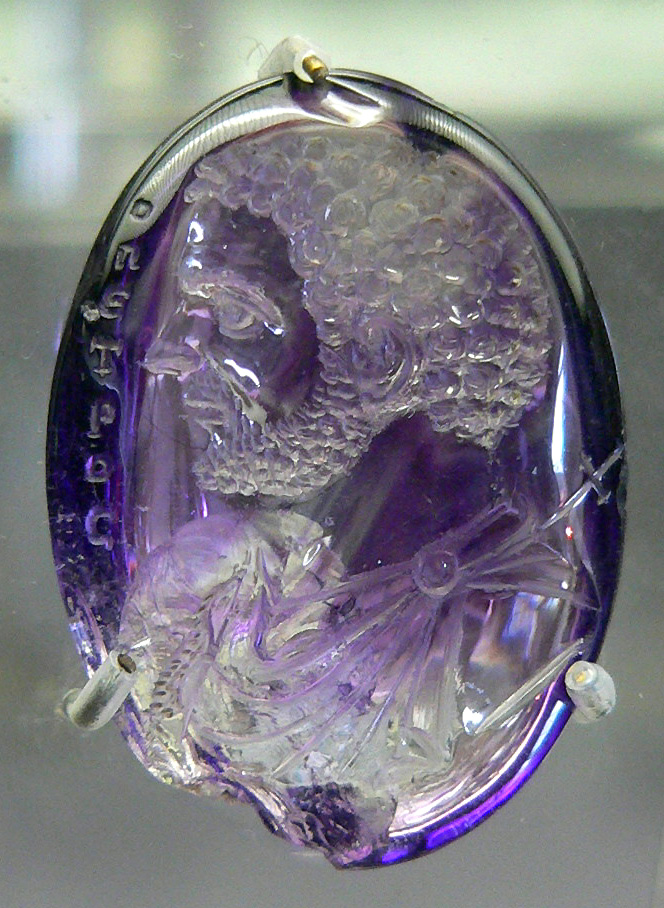
Caracalla als Intaglio in einem Amethyst

Intaglio IPA: [ɪnˈtaljo] (ital.: Schnitzerei, Steinschnitt) ist die Bezeichnung für einen Schmuckstein mit einer vertiefend geschnittenen, bildlichen Darstellung. Im Gegensatz dazu gibt es die erhaben geschnittene Kamee. 
Die Intaglio-Technik wird üblicherweise bei Siegelstempeln und den Steinen von Siegelringen angewandt, damit der Abdruck erhaben erscheint.